# Årdalstangen
Årdalstangen – norweska miejscowość i administracyjne centrum gminy Årdal. Mieszka w nim 1424 osób (2015).